# Rhagium
Rhagium is een kevergeslacht uit de familie van de boktorren (Cerambycidae). De wetenschappelijke naam werd gepubliceerd in 1775 door Fabricius.

## Soorten
Het geslacht omvat de volgende soorten:
- Rhagium bifasciatum Fabricius, 1775
- Rhagium caucasicum Reitter, 1889
- Rhagium elmaliense Schmid, 1999
- Rhagium fasciculatum Faldermann, 1837
- Rhagium iranum Heller, 1940
- Rhagium mordax (Degeer, 1775)
- Rhagium pruinosum Pesarini & Sabbadini, 2011
- Rhagium pygmaeum Ganglbauer, 1882
- Rhagium semicorne Holzschuh, 1974
- Rhagium sycophanta (Schrank, 1781)
- Rhagium syriacum Pic, 1892
- Rhagium femorale Ohbayashi N., 1994
- Rhagium fortecostatum Jurecek, 1933
- Rhagium heyrovskyi Podaný, 1964
- Rhagium inquisitor (Linnaeus, 1758)
- Rhagium japonicum Bates, 1884
- Rhagium morrisonense Kano, 1933
- Rhagium pseudojaponicum Podaný, 1964
- Rhagium qinghaiensis Chen & Chiang, 2000
- Rhagium sinense Fairmaire, 1899